# شوارتسنبروک
شوارتسنبروک (به آلمانی: Schwarzenbruck) یک شهر در آلمان است که در نورنبرگر لاند واقع شده‌است.